# 希梅·弗尔萨利科
希梅·弗爾薩利科（發音：[ʃǐːme ʋr̩sǎːʎko]；1992年1月10日—）是一名克罗地亚前足球运动员，司职右后卫，最後效力於希臘足球超級聯賽球隊奧林比亞高斯。

## 俱乐部生涯

### 萨格勒布迪纳摩
2009年夏季，弗尔萨利科被萨格勒布迪纳摩租借到其卫星球队萨格勒布火车头锻炼。2009年7月26日，17岁的弗尔萨利科在萨格勒布火车头对阵里耶卡的比赛出场，上演克罗地亚甲级联赛首秀。 2009年12月22日，他被萨格勒布迪纳摩召回。2010年2月27日，他终于获得为萨格勒布迪纳摩出场的机会，对手为克罗地亚塞斯维特。在2009/10赛季，他总共在联赛得到27次出场机会。2010年8月，法国球队马赛以400万欧元的身价求购弗尔萨利科，但被萨格勒布迪纳摩拒绝。 8月29日，他射进职业生涯的首个联赛进球，帮助萨格勒布迪纳摩2比0击败施巴利亚。 由于弗尔萨利科在2010年的出色表现，最终当选为2010年克罗地亚希望之星。2010/11赛季，他为萨格勒布迪纳摩赢得联赛和杯赛双冠王的称号。2011/12赛季，他联赛出场22次，助攻5次，再次帮助球队获得双冠王。

### 熱那亞
2013年7月12日，弗尔萨利科加盟意大利足球甲级联赛球队热那亚，转会费并未公布，但相信接近400万欧元。 他在2013/14赛季中第24-33轮因伤缺阵，最终联赛出场22次。

### 萨索洛
2014年7月22日，弗尔萨利科转会加盟另一支意甲球队萨索洛。

### 馬德里競技
2016年7月5日，維沙積高加盟西班牙甲組聯賽球會馬德里體育會，雙方簽約五年。
2021年11月7日，弗尔萨利科在對陣巴伦西亚的比賽中踢進在馬德里競技的首球。

### 退役
2023年3月23日，弗尔萨利科宣布退役，並將成為一名經紀人。

## 国家队生涯

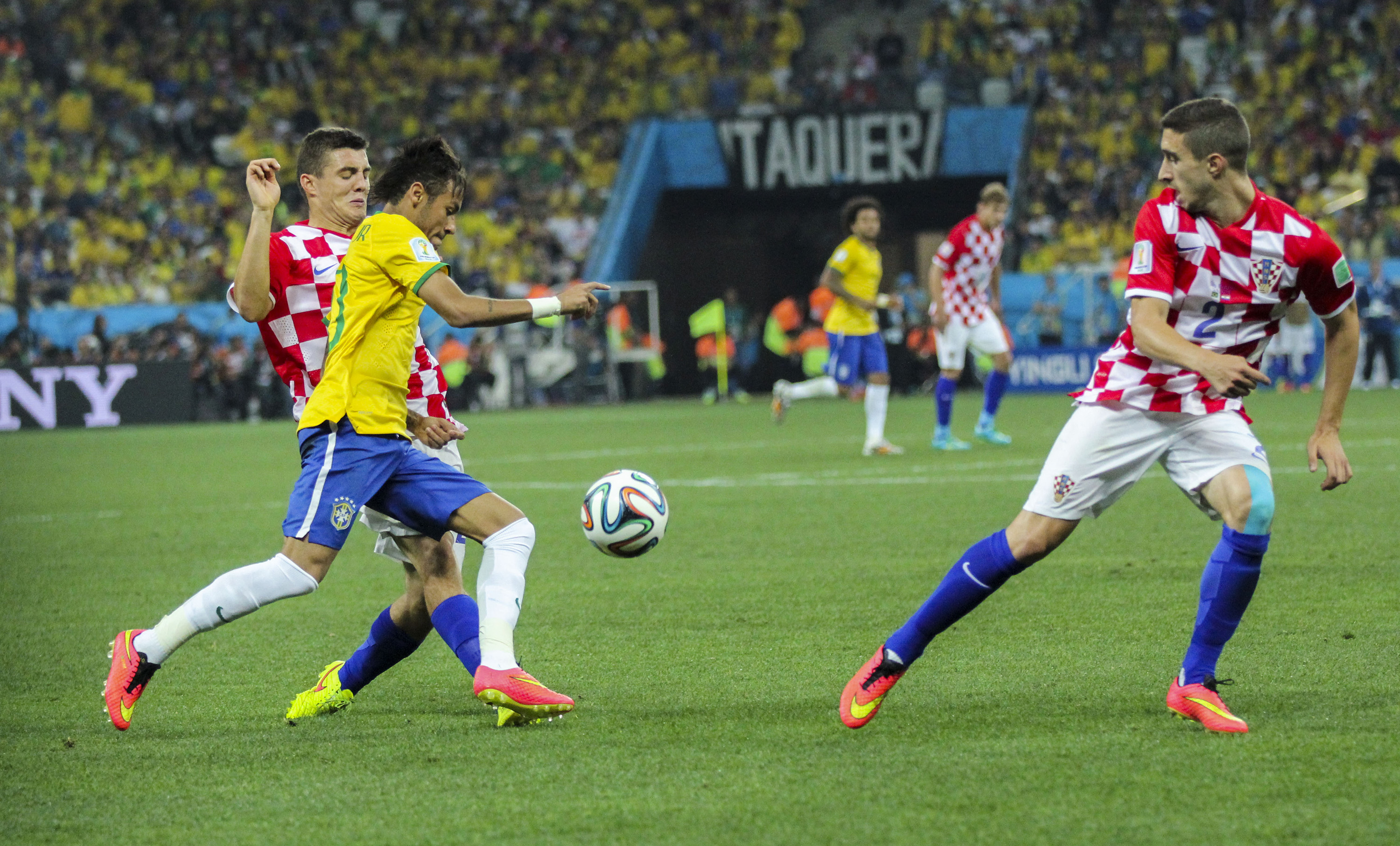
巴西和克羅地亞在世界盃決賽周的比賽

2010年11月2日，弗尔萨利科首次收到克羅地亞的召唤，备战2012年欧锦赛外围赛和马耳他的比赛。2011年2月9日，他首次为成年国家队出场，对手为捷克。2012年5月，他最初落选克罗地亚参加2012年欧洲足球锦标赛的23人名单， 但是由于伊沃·伊利切维奇受伤离队，他候补进入最终名单。 不过在克罗地亚参加的三场小组赛他都未能得到出场机会。2014年5月底，他被列入克罗地亚参加2014年世界杯足球赛的最终23人名单。
2022年8月26日，弗尔萨利科宣布從克羅地亞國家足球隊退役。

## 榮譽

### 俱樂部
札格拉布發電機
- Croatian First League (4): 2009–10, 2010–11, 2011–12, 2012–13
- Croatian Cup (2): 2010–11, 2011–12
- Croatian Super Cup (1): 2010

 馬德里競技
- 西班牙足球甲级联赛冠軍：2020–21賽季[15]

- 歐霸盃冠軍：2017-18賽季

### 國家隊
克羅埃西亞
- 國際足協世界盃亞軍：2018年

### 個人
- 布拉尼米爾大公勳章：2018年[16]

## 外部連結
- Soccerway資料庫：希梅·弗尔萨利科